# Olszewo-Przyborowo
Olszewo-Przyborowo – wieś w Polsce położona w województwie podlaskim, w powiecie zambrowskim, w gminie Rutki.

## Historia
Wieś powstała w 1437 r. na obszarze Mazowsza Wschodniego, kiedy to książę Mazowiecki, Bolesław IV Warszawski nadał 10 włók ziemi zwanych Przyborowo, przy granicy Dębnik i Modzeli na rzecz rycerza Włosta z Maruszyna. Potomkami Włosta byli Olszewscy herbu Bończa, dziedzicząc ziemie w początkach XV w. W 1465 r. na terenie Olszewa odnotowuje się Mirzona i Krystyna Mężeńskich herbu Kościesza (z sąsiedniego Mężenina). Mężeńscy wykupują dobra Bończów, z czasem zmieniając nazwisko na Olszewski herbu Kościesza. W 1578 r. nazwa wsi pisana już była jako Olszewo-Prziborowo, licząc wówczas 5 włók ziemi. 
Wieś szlachecka położona była w drugiej połowie XVI wieku w powiecie zambrowskim ziemi łomżyńskiej. 
Olszewscy herbu Kościesza tworzyli tu zaścianek szlachecki. Wielu z nich nie miało szans na dział ziemi w rodzinnej wsi, wyjeżdżali zatem na puste obszary Podlasia. Jak pisał heraldyk „przeszli na Podlasie i tu byli licznie rozrodzeni”. Wielu z nich doszło następnie do znacznych stanowisk (m.in. Benedykt Olszewski, pisarz grodzki Brański, starosta Brański, poseł na sejmy i sejmiki, podczaszy Bielski; Jan Olszewski, łowczy Podlaski). W 1827 r. notowano w tej wsi 8 domów i 56 mieszkańców. Słownik Geograficzny z 1886 r. wskazuje: „wieś drobnej szlachty, powiat łomżyński, gmina Kossaki, parafia Rutki”. W 1891 r. w Olszewie notowano 9 drobnych szlacheckich gospodarzy, przeciętna powierzchnia gospodarstwa liczyła wówczas 6,2 ha.  
W latach 1921 – 1925 wieś leżała w województwie białostockim, w powiecie łomżyńskim, w gminie Kossaki-Rutki a od 1925 w gminie Rutki.
Według Powszechnego Spisu Ludności z 1921 roku wieś zamieszkiwały 54 osoby w 9 budynkach mieszkalnych. Miejscowość należała do parafii rzymskokatolickiej w Rutkach. Podlegała pod Sąd Grodzki w Zambrowie i Okręgowy w Łomży; właściwy urząd pocztowy mieścił się w Rutkach-Kossakach.
W wyniku napaści ZSRR na Polskę we wrześniu 1939 miejscowość znalazła się pod okupacją sowiecką. Od czerwca 1941 roku pod okupacją niemiecką. Od 22 lipca 1941 do 1945 włączona w skład Landkreis Lomscha, Bezirk Bialystok III Rzeszy.
W latach 1975–1998 miejscowość administracyjnie należała do województwa łomżyńskiego.